# Côtes de Nuits

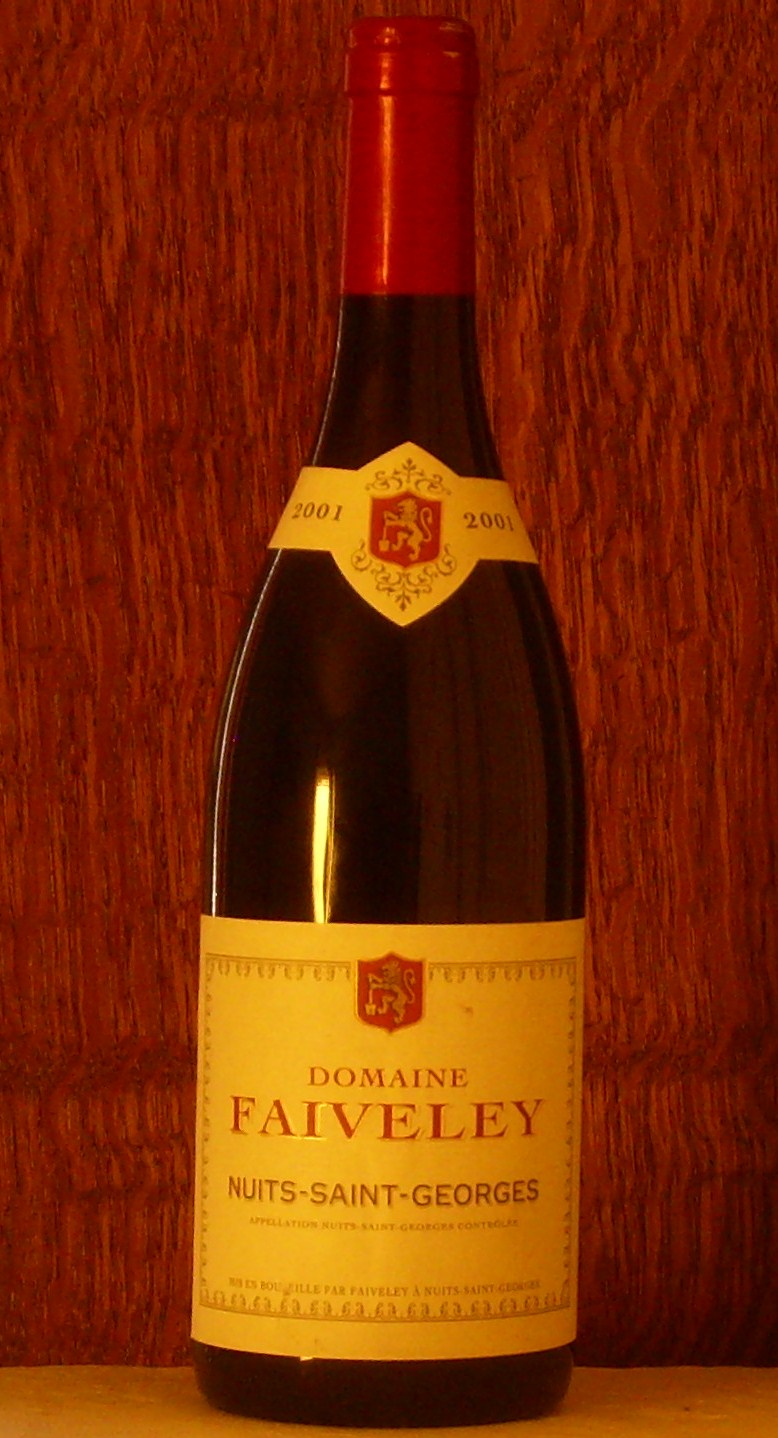
Nuits-Saint-Georges

De Côtes de Nuits, genoemd naar het dorp Nuits-Saint-Georges, is het noordelijke gedeelte van de Bourgondische wijnstreek Côte-d'Or die loopt van Beaune tot Dijon. Het zuidelijke deel heet Côtes de Beaune.
De Côtes de Nuits begint bij het dorp Corgoloin en loopt tot Marsannay la Côte/Dijon. De Côtes de Nuits brengt voornamelijk rode wijnen van zeer goede kwaliteit voort, maar af en toe komt er een witte Côtes de Nuits op de markt. De witte en sporadische rosé wijnen zijn van de allerhoogste kwaliteit, en ook van de allerhoogste prijsklasse.
De druivenrassen die in deze streek worden verbouwd zijn:
- Chardonnay
- Pinot Noir

De volgende gemeenten brengen Côtes de Nuitswijn voort:
- Marsannay
- Fixin (1er Crus)
- Gevrey-Chambertin (1er en Grand Crus)
- Morey-Saint-Denis (1er en Grand Crus)
- Chambolle-Musigny (1er en Grand Crus)
- Vosne-Romanée (1er en Grand Crus)
- Nuits-Saint-Georges (1er Crus)
- Vougeot (1er en Grand Crus)
- Côte de Nuits villages (de dorpen Fixin, Brochon, Premeaux, Comblanchien en Corgoloin)